# Hutka (Silezië)
Hutka is een plaats in het Poolse district  Kłobucki, woiwodschap Silezië. De plaats maakt deel uit van de gemeente Wręczyca Wielka en telt 600 inwoners.